# Division Oméga
La Division Oméga (« Omega Flight » en VO) est le nom de plusieurs équipes successives évoluant dans l’univers Marvel de la maison d'édition Marvel Comics. Créée par John Byrne, l'équipe apparait pour la première fois dans le comic book Alpha Flight #11 en juin 1984.
La Division Oméga est apparue pour la première fois dans les pages d'Alpha Flight en tant qu'équipe de super-vilains. Certaines incarnations ultérieures de l'équipe ont été composées de super-héros.

## Historique de l'équipe

### La Division de Jaxson
La première Division Oméga a été le nom donné à un groupe de super-vilains assemblés par Delphine Courtney, l’assistante robotique de Jerome Jaxon, dans le but de tuer James MacDonald-Hudson (Guardian) de la Division Alpha. Jerome Jaxon avait été le supérieur de Hudson et avait une dent contre lui après qu'il l'ait licencié.
Cette équipe a été souvent opposée à la Division Alpha.
Les recrues venaient principalement des équipes secondaires du département H, les Divisions Béta et Gamma. Il s'agissait des éléments les plus subversifs.
L'équipe incluait :
- Wild Child ;
- Box (contrôlé par Jerome Jaxon) ;
- Diamond Lil ;
- Flashback ;
- Smart Alec.

### La Division du Maître du Monde
La seconde incarnation a été organisée par le Maître du Monde.
L'équipe incluait :
- Bile ;
- Brain Drain ;
- Miss Mass ;
- Sinew ;
- Strongarm ;
- Technoir.

### La Division Oméga, équipe canadienne du projet Initiative
Cette équipe émergea à la suite du crossover Civi War, regroupant d'anciens membres de la Division Alpha et des alliés américains, grâce au projet Initiative.
Sasquatch fut le recruteur. Il rendit visite à Talisman, la fille de Shaman, mais elle refusa de reprendre sa vie de super-héroïne. Seul, Sasquatch fut forcé de combattre les Démolisseurs, réfugiés au Canada. Le colosse fut vite battu. Apprenant cela, Talisman accepta d'aider la Division. Pour stopper le quatuor, elle rejoignit les américains US Agent et Arachne. Elle fut déçue d'apprendre que Michael Pointer, l'homme qui a tué la Division Alpha en tant que le Collectif, était devenu (à contrecœur) le nouveau Guardian.
Les Démolisseurs ouvrirent un portail vers le monde de Tanaraq, qui s'échappa avec une horde de démons asgardiens. Beta Ray Bill, présent sur les lieux, tenta de s'interposer, sans succès. Le groupe de héros combattit les vilains jusqu'à ce que Tanaraq possède Sasquatch. Finalement, c'est Pointer qui sauva la situation en détruisant les démons, et repoussant les Démolisseurs, grâce à son pouvoir déchainé. Beta Ray Bill se sacrifia en fermant le portail dimensionnel derrière lui. Les Démolisseurs furent livrés au SHIELD.
Quelque temps plus tard, l'équipe devint une unité officielle. Talisman retourna dans sa réserve et Sasquatch quitta l'équipe, encore trop affecté par la perte de ses camarades.
Les membres sont donc réduit à :
- Guardian (Michael Pointer)
- US Agent
- Arachne

Pendant le crossover Dark Reign, US Agent retourna aux États-Unis où il fit partie des Puissants Vengeurs menés par Hank Pym. Pointer fut quant à lui recruté par Norman Osborn au sein de ses Dark X-Men.